# Guduru (woreda)
Cet article concerne le woreda Guduru et son chef-lieu Kombolcha. Pour les autres significations, voir Kombolcha (homonymie).
Guduru est un woreda de l'ouest de l'Éthiopie situé dans la zone Horo Guduru Welega de la région Oromia. Le woreda compte 98 084 habitants en 2007 et son chef-lieu est Kombolcha.

## Situation
Limitrophe de la zone Mirab Shewa, le woreda Guduru est bordé dans la zone Horo Guduru Welega par Abay Chomen, Ababo, Jimma Rare, Jimma Genete et Horo jusque dans les années 2010.
Les limites évoluent ensuite avec le détachement de Choman Guduru[à vérifier].
La principale agglomération, Kombolcha, se trouve une soixantaine de kilomètres à l'est de Shambu. On la trouve aussi sur les cartes sous le nom de Kombosha ou Kembolcha. Elle est de plus  parfois appelée « Guduru » comme le woreda[réf. souhaitée].

## Population
Au recensement national de 2007, la population du woreda atteint 98 084 habitants dont 7 % de citadins, la seule agglomération recensée étant Kombolcha qui a 6 504 habitants.
Environ 75 % des habitants sont protestants, 19 % sont orthodoxes, 4 % sont de religions traditionnelles africaines et 1 % sont musulmans.
En 2022, la population est estimée sur le même périmètre à 141 523 personnes avec une densité de population de 112 personnes par km2 et 1 266 km2 de superficie.